# Dexter Lee

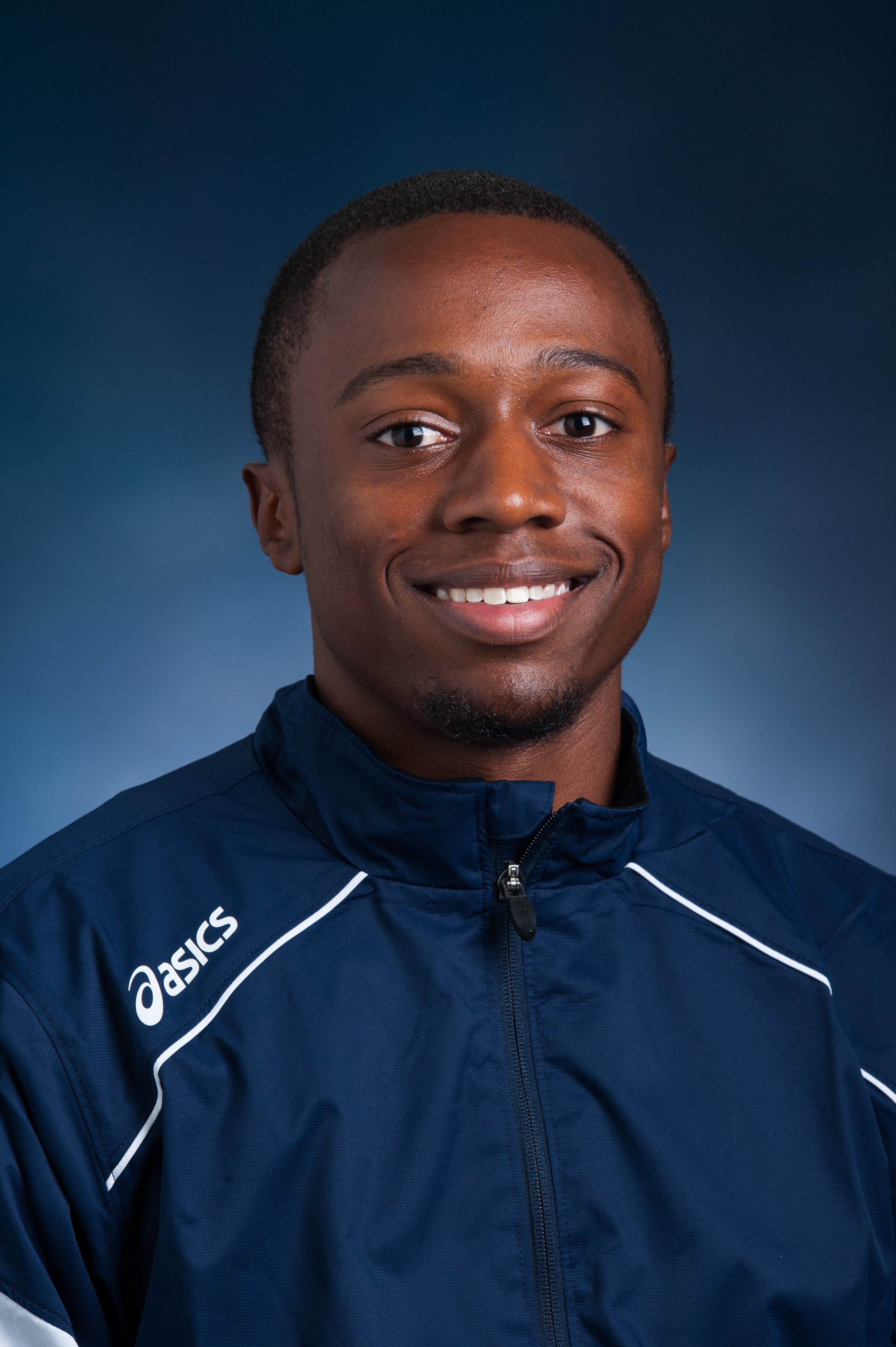
Dexter Lee (2014)

Dexter Lee (* 18. Januar 1991) ist ein jamaikanischer Sprinter.
Der Jugendweltmeister von 2007 über 100 Meter wurde über dieselbe Distanz sowohl 2008 in Bydgoszcz wie auch 2010 in Moncton Juniorenweltmeister.
2011 wurde er bei den Weltmeisterschaften in Daegu im Vorlauf der 4-mal-100-Meter-Staffel eingesetzt und trug somit dazu bei, dass das jamaikanische Team die Goldmedaille in dieser Disziplin gewann.

## Persönliche Bestzeiten
- 60 m (Halle): 6,66 s, 12. Februar 2010, Fayetteville
- 100 m: 10,06 s, 22. Mai 2011,	São Paulo
- 200 m: 20,86 s, 13. Juni 2010, Spanish Town